# Elinor Svensson
Elinor Svensson är en svensk komiker, poddare, radioprogramledare och musiker. 
Mellan åren 2015 och 2020 drev hon och komikern Felicia Jackson podcasten Ja, jaja. Podcast.
Sedan 2018 har Svensson medverkat i true-crime podcasten Vad blir det för mord? tillsammans med komikerkollegan Johanna Hurtig Wagrell. Våren 2016 var hon en av fem programledare i Tankesmedjan i P3.
Hon har även haft bandet Dave Cave tillsammans med bland andra komikerkollegan Josefin Johansson. 
Svensson nominerades till årets nykomling vid Svenska standupgalan 2015 och var samma år konferencier för Kristallen-parodin Skämskudden tillsammans med dess grundare, Martin Soneby.
Vid Svenska standupgalan 2017 nominerades hon till Årets kvinnliga komiker. 2018 nominerades hon återigen till Årets kvinnliga komiker, samt till Årets föreställning för sin soloföreställning Patriarkatets för- och nackdelar, som hon turnerade med under 2018.